# عثمان سناجقي
عثمان سناجقي (بالإنجليزية: Othmane Senadjki) (ولد بخميس الخشنة في 23 مايو 1959 وتوفي في بني مسوس في 29 ديسمبر 2010) كان صحفيًا جزائريًا بارزا ورئيس تحرير لجريدة الخبر.

## النشأة
ولد سناجقي في غرب جبال الخشنة في جنوب غرب مدينة بومرداس. بعدما أتمّ دراسته الابتدائية والمتوسطة في خميس الخشنة، تابع دراسته الثانوية في ثانوية ابن تومرت في بلدة بوفاريك، حيث حصل على البكالوريا عام 1978، ثم تابع دراسته الجامعية في العلوم السياسية والعلاقات الدولية في جامعة الجزائر، حيث حصل على درجة البكالوريوس عام 1982.

## جريدة الشعب
بدأ سناجقي مسيرته الصحفية في عام 1985 في صحيفة الشعب العامة بعدما أنهى خدمته العسكرية في القوات البرية الجزائرية التي استمرت عامين، وبعد أن اجتاز امتحان القبول في هذه اليومية الجزائرية الناطقة باللغة العربية، والتي تم إنشائها في 11 ديسمبر 1962. شارك خلال شهر أغسطس 1985 في هذه المسابقة التي نظمتها الصحيفة مع العديد من زملائه كعمر أورتيلان وشريف رزقي وعبد الحكيم بلباتي وعمر كحول وكمال جوزي، وأجريت الاختبارات في مدرسة الصحافة بالجزائر العاصمة بمشاركة العشرات من الصحفيين الجزائريين المتخرجين حديثا من الجامعات.
وكان سعد بوعقبة، رئيس تحرير جريدة الشعب في ذلك الوقت، هو الذي كلف الصحفيين بشير حمادي ومحمد عباس ومصطفى حميسي بمهمة تصحيح أوراق هؤلاء المتقدمين الشباب لمهنة الصحفي، وهكذا نجح سناجقي واحتفظ به بعد أن احتل المرتبة الأولى.
خلال مسيرته في هذه الصحيفة مع جمهور كبير وقراء جزائريين، عمل في قسم الشؤون الوطنية والسياسية، وعرف بدفاعه الدؤوب والدؤوب عن القضايا العربية، فضلًا عن اهتمامه بالظروف المعيشية للعامة. المواطن وأخبار الريف والمناطق المعزولة.
كما أشرف على قسم الرسائل الإخبارية لمدة خمس سنوات حيث تفاعل مع المراسلات من القراء حتى عام 1990.

## الخبر
واصل سناجقي عمله في صحيفة الشعب إلى أن سمح الدستور الجزائري الصادر في 23 فبراير 1989 للصحفيين المحترفين بتأسيس عناوينهم الصحفية المستقلة.
هكذا شارك مع العديد من الصحفيين من خلفيات مختلفة في إنشاء صحيفة الخبر اليومية الناطقة بالعربية في 1 نوفمبر 1990.
أشرف على قسم الشؤون الدولية في هذه الصحيفة قبل أن يصبح نائب رئيس التحرير عمر أورتيلان، وعندما اغتيل الأخير على يد الإرهاب الغادر في الجزائر في 3 أكتوبر 1995، كان سناجقي هو الذي حل محله في منصب رئيس التحرير. رئيس.
عندما تولى سناجقي رئاسة هيئة تحرير الخبر في عام 1995، أصبحت هذه الصحيفة اليومية المصدر المميز للمعلومات لجميع وكالات الأنباء الدولية أثناء الأزمة الأمنية الجزائرية.
وتضمن صفحة «الجزائر العميقة» (بالعربية: الجزائر العميقة)، والتي تم إنشاؤها خصيصًا لمتابعة هموم الناس ونقل شؤونهم ومشاكلهم في إطار إعلام حي يحمل طابعًا إخباريًا، وتقديم خدمة وطنية للمواطنين. والسلطات العامة.

## الوفاة
توفي سناجقي في عام 2010 عن عمر يناهز 51 عامًا بعد أن أمضى أربعة أيام في العناية المركزة وفي غيبوبة في مستشفى بني مسوس في الجزائر العاصمة.
وفاضت روحه الى بارئها فجر يوم الخميس 29 ديسمبر بعد مضاعفات في حالته الصحية، تاركًا وراءه أرملة وطفل يتيم.
و بمجرد دخوله غرفة العناية المركزة يوم السبت 25 ديسمبر، تم اتخاذ خطوات حثيثى لنقله إلى مستشفى أجنبي، لكن الموت خطفه قبل رحلته إلى فرنسا.
ودُفن في مقبرة بمسقط رأسه يخميس الخشنة وسط حضور حشد كبير من أصدقائه وزملائه ومديري الصحف ووزراء ومسؤولين كبار في الدولة الجزائرية الذين أرادوا تكريمه أخيرًا.

## التكريم
تم تكريم سناجقي في عام 2012 من قبل نقابة الصحفيين والمراسلين الصحفيين في ولاية بومرداس. حث أقيمت بطولة كرة القدم على شرف رئيس التحرير السابق لصحيفة الخبر، وفاز فريق بومرداس الصحفي بالدورة.
تمت رعاية هذا الحدث من قبل وزارة الشباب والرياضة (بالفرنسية: Direction de la Jeunesse et des Sports) (DJS) ومؤسسة طلاء الرياضة (بالإنجليزية: Sport Coating Institution (IRS Deriche))، وانتهى في 5 مايو 2012 بتقديم الميداليات والكؤوس إلى الفائزين. وقدم صحفيون من بومرداس هدايا رمزية لعائلة سناجقي من خلال زملائهم من جريدة الخبر في ولاية بومرداس بعد فوز فريق الصحافة المحلية بالبطولة.
أعد ثلاثة طلاب عام 2013 أطروحة ماجستير في الإعلام وعلوم الاتصال تخصص الصحافة ناقشوا فيها صفات المرحوم سناجقي كظاهرة صحفية تجمع بين المهنية والإنسانية. أشرف على هذه الأطروحة الجامعية الأستاذ أحمد بخاري، ورسم صورة مكتوبة ومصورة لسناجقي حيث ناقش الطلاب مسار حياته المهنية حتى وفاته في عام 2010.
كرمت ولاية بومرداس رسميًا في أكتوبر 2013 ذكرى سنجقي وأربعة من زملائه، مثل محمد حساين ورابح حموش ومحمد برارة ولمياء قطاف.
في مايو 2015، ذهب أعضاء من نادي الصحافة في بومرداس إلى مقبرة خميس الخشنة حيث وضعوا إكليل من الزهور على قبر زميلهم سناجقي.

## روابط خارجية
Othmane Senadjki on KBC TV (2014) على يوتيوب